# Chiara Corbella
Chiara Corbella (Roma; 9 de enero de 1984-Cerveteri, Roma; 13 de junio de 2012) fue una devota católica, declarada Sierva de Dios por la Iglesia.

## Biografía
Chiara Corbella nació el 9 de enero de 1984 en Roma como la segunda de dos hijos del matrimonio entre Roberto Corbella y Maria Anselma Ruzziconi; su hermana mayor era Elisa. Su bautismo se celebró el 5 de febrero en la iglesia Santi Marcellino e Pietro al Laterano, donde también hizo su Primera Comunión el 29 de mayo de 1994 y recibió su Confirmación el 8 de octubre de 1995.
En el verano de 2002, estaba de vacaciones en Croacia con algunos compañeros de la escuela secundaria cuando decidió hacer una breve parada en Medjugorje, donde su hermana mayor había estado de visita. El 2 de agosto de 2002 conoció por primera vez a Enrico Petrillo (entonces de 23 años) en Medjugorje y los dos pronto comenzaron una relación; Enrico estaba allí con la Renovación Carismática en peregrinación. La pareja se separó en 2006, pero se reunió después de que Chiara hiciera otra visita a Medjugorje. En otra ocasión, después de una ruptura, Chiara se había ido con su padre y su hermana a Australia. A su regreso, vio un correo electrónico de Enrico que estaba interesado en reavivar su relación. El 8 de diciembre de 2006 se encontraba en Asís para un curso vocacional que la Orden de los Frailes Menores había estado gestionando, donde conoció a fray Vito D'Amato, a quien pidió que fuera su director espiritual. Enrico quedó impresionado con el efecto que el curso tuvo en ella y, por lo tanto, asistió a uno el 31 de diciembre. Chiara y Enrico contrajeron matrimonio el 21 de septiembre de 2008 en Asís, con D'Amato presidiendo la boda en la iglesia de San Pietro. La pareja había viajado a Asís en una peregrinación a pie en 2008 y se comprometió al final de la caminata el 2 de agosto; Enrico le había propuesto matrimonio tres veces y cada vez ella aceptaba.
Un mes después de su boda, la pareja se enteró de que Corbella estaba embarazada después de que ella acababa de comenzar un posgrado en ciencias políticas. La primera ecografía reveló que a su hija le habían diagnosticado anencefalia y se les preguntó a los padres si querían abortar. Ambos se negaron a hacer esto y se mantuvieron firmemente concentrados en tener a su hija.
La primera hija de la pareja, Maria Grazia Letizia, tenía anencefalia, como fue revelado en la primera ecografía, los médicos invitaron a Chiara a abortar ya que “era imposible que esa niña naciera, ni siquiera podría abrir el canal de parto, nacería muerta debido a su malformación”. María Grazia Letizia nació contra todo pronóstico por parto natural el 10 de junio de 2009, moriría a los 40 minutos  después de nacer, tiempo suficiente para que el padre D'Amato la bautizara; su funeral se celebró el 12 de junio en la iglesia de Santo Ángel en Pescheria. La ecografía durante el segundo embarazo de Chiara reveló que el niño no tenía piernas, pero la pareja una vez más estaba decidida a tener el niño. Las exploraciones del séptimo mes mostraron que el niño tenía malformaciones viscerales con la ausencia de sus miembros inferiores como confirmación de la primera exploración. Otras exploraciones indicaron que su segundo hijo no tenía riñones y, por lo tanto, sus pulmones no podrían desarrollarse, lo que provocaría complicaciones respiratorias. A pesar de esto, la pareja perseveró y Davide Giovanni nació el 24 de junio de 2010 y se bautizó rápidamente cuando su padre colocó una pequeña cruz de madera alrededor del cuello del infante que era la Cruz Tau; su hija también fue bautizada de esta manera. Enrico llevó a su hijo a la morgue del hospital después de que su hijo muriera luego de vivir 38 minutos. Los médicos declararon tras estudiar los dos casos que ninguna de las enfermedades de los niños tenía relación genética o de ningún tipo con la otra o con los genes de los padres, “había llovido dos veces sobre mojado”. Con todo, llamaba la atención de los médicos y el personal del hospital la alegría y paz que reinaba en la sala de hospital donde se acababa de producir la muerte. Chiara diría: “si hubiera abortado a María Grazia habría sido el día más horrible de mi vida, en cambio hoy (día del nacimiento y muerte) ha sido uno de los más felices” Su funeral se celebró el 26 de junio en la iglesia de Sant'Angelo in Pescheria. La pareja pronto se convirtió en oradores populares en una variedad de eventos provida donde pudieron compartir testimonios sobre el nacimiento de sus dos hijos. Ambos rezaban el rosario cada jueves por la noche, terminando su oración de consagración a la Virgen con las palabras "Totus tuus".
Chiara quedó embarazada de su último hijo poco después y la pareja se sintió aliviada de que las ecografías demostraran que el niño nacería en perfecto estado de salud. Sin embargo, en el quinto mes Chiara fue diagnosticada con una mala lesión en la lengua y tuvo que someterse a un procedimiento quirúrgico. Los médicos le informaron que la lesión había sido de hecho un carcinoma, pero ella insistió en dar a luz a su último hijo incluso si eso significaba poner en peligro su vida.
Corbella se sometió a una operación en marzo de 2011 para tratar su afección. Su último hijo, Francesco, nació a las 37 semanas, el 30 de mayo de 2011, en perfecto estado de salud. Su tratamiento comenzó después del nacimiento de su hijo; siendo operada el 3 de junio. Pero la intensificación del cáncer con el tiempo hizo que le resultara difícil ver y hablar. En marzo de 2012, la pareja llevó a su hijo a la Porciúncula de Asís para encomendarlo a la Santísima Madre. A fines de marzo, Chiara se enteró de que el cáncer había hecho metástasis en un seno y su hígado, además de sus pulmones y un ojo. Su estado se consideró terminal y el diagnóstico se le informó a Enrico, quien le contó a su esposa la noticia en la capilla del hospital ante el Santísimo Sacramento. Esto fue durante la Semana Santa el 4 de abril y los dos renovaron allí sus votos matrimoniales. Corbella se reunió con el Papa Benedicto XVI junto a su esposo e hijo el 2 de mayo de 2012 en la audiencia general del Papa, donde la pareja pudo discutir sus experiencias con el Papa.
Corbella murió en su casa el mediodía del 13 de junio de 2012 vestida con su vestido de novia; había participado en su misa final el 12 de junio. El cardenal Agostino Vallini presidió su misa fúnebre el 16 de junio en la Basílica de Santa Francesca Romana, donde la recordó como "la segunda Gianna Beretta". Sus restos están enterrados junto con los de sus dos hijos en Campo Verano, en Roma.

## Proceso de beatificación
El proceso de beatificación se abrió en Roma el 2 de julio de 2018 después de que el Cardenal Angelo De Donatis emitiera un edicto que establecía que la causa se introduciría en Roma y también nombraba a Corbella como Sierva de Dios. El Cardenal De Donatis presidió la apertura del proceso diocesano el 21 de septiembre de 2018 en la Basílica de San Juan de Letrán, confiando en que los cristianos "encontraran en ella aliento y apoyo al servicio del amor y la vida conyugal".
El primer y actual postulador designado para esta causa es el sacerdote Carmelita Descalzo Romano Gambalunga.